# Франсіско де Лерсунді-і-Ормаечеа
Франсіско де Лерсунді-і-Ормаечеа (ісп. Francisco de Lersundi y Hormaechea; 28 січня 1817 — 17 листопада 1874) — іспанський політик, генерал-капітан Куби (1866-1869), голова Ради міністрів Іспанії 1853 року.